# Marbach (Erbach)
Marbach ist ein Weiler in der Gemarkung Haisterbach in Erbach  im Odenwaldkreis in Hessen.  

## Geographische Lage
Die Bebauung des Weilers Marbach ist überwiegend gewerblicher Art und liegt etwa fünfeinhalb Kilometer südlich der Kernstadt Erbach im Buntsandstein-Gebiet des Odenwaldes im Süden der Gemarkung Haisterbach. Marbach liegt langgestreckt zwischen bewaldeten Bergflanken im Talgrund am Unterlauf des Marbachs zwischen dem Marbach-Stausee im Westen und der Einmündung in die Mümling im Osten auf dem linken nördlichen Ufer. Der Bachlauf markiert die Grenze zwischen der Stadt Erbach und dem Gebiet der Stadt Oberzent, Stadtteil Hetzbach.
Während Haisterbach 2400 Meter nördlich von Marbach zu finden ist und auf öffentlichen Straßen nur über das noch weiter entfernte Günterfürst erreicht werden kann, liegt Ebersberg im Nordosten nur 900 Meter entfernt im Mümlingtal. Auch nach Hetzbach im Süden sind es nur 1400 Meter. Nach Hüttenthal im Nordosten sind es 3300 Meter. Westlich von Marbach, in der Nähe des Stausees, liegen bebaute Grundstücke auf dem südlichen rechten Ufer des Marbachs. Diese sind nicht mehr Teil von Marbach, sondern gehören zu Hetzbach und Oberzent. 

## Geschichte
Erstmals urkundlich erwähnt wird Mardbach im Jahre 1095 im Lorscher Codex. Es handelte sich um ein Dorf, das im Laufe des. 15. Jahrhunderts aufgegeben wurde und zur Wüstung verfiel. 
1753 fällt Marbach bei der Teilung der Grafen von Erbach an Graf Ludwig II. von Erbach-Fürstenau. 1806 kam Marbach mit der Grafschaft Erbach an das Großherzogtum Hessen. Die Gemarkung wurde zwischen Hüttenthal und Haisterbach geteilt und so kam der Weiler 1927 zu Haisterbach. Zu Erbach kam Marbach am  31. Dezember 1971, als sich Haisterbach im Vorfeld der Gebietsreform in Hessen freiwillig der Stadt Erbach anschloss.

## Verkehr
Marbach liegt verkehrsgünstig an der von Heppenheim kommenden und als Siegfriedstraße bekannten Bundesstraße 460 kurz vor ihrer Einmündung in die Bundesstraße 45, der Hauptverkehrsachse des Odenwaldkreises im Mümlingtal. 